# 诺罗敦·阿伦拉斯美
诺罗敦·阿伦拉斯美公主（1955年10月2日—），柬埔寨王国已故太皇诺罗敦·西哈努克的小女儿。生母是西哈努克的第4任妻子玛尼婉。现任国王诺罗敦·西哈莫尼的同父異母妹妹。丈夫是盖博·拉斯美。
2005年至今任柬埔寨驻马来西亚大使。2013年3月当选奉辛比克党主席，领导奉辛比克党参加2013年柬埔寨大选，不过奉辛比克党在大选后丧失所有议席。
2015年，奉辛比克党代表大会中，阿伦拉斯美改任第一副主席，其兄长诺罗敦·拉那烈亲王担任奉辛比克党主席。